# Castelnau-de-Mandailles

Castelnau-de-Mandailles este o comună în departamentul Aveyron din sudul Franței. În 1 ianuarie 2022 avea o populație de 567 de locuitori.